# 3Blue1Brown
3Blue1Brown é um canal de matemática do YouTube criado e administrado por Grant Sanderson.  O canal se concentra no ensino de matemática superior a partir de uma perspectiva visual e no processo de descoberta e aprendizagem baseada em investigação em matemática, que Sanderson chama de "inventar matemática". 

## Grant Sanderson

### Início da vida e educação
Sanderson se formou na Universidade de Stanford em 2015 com bacharelado em matemática.  Ele trabalhou na Khan Academy de 2015 a 2016 como parte de seu programa de bolsas de conteúdo, produzindo vídeos e artigos sobre cálculo multivariável, após o qual começou a concentrar toda sua atenção no 3Blue1Brown. 

### Carreira
Em 2020, Grant Sanderson se tornou um dos criadores e palestrantes do curso do MIT Introdução ao Pensamento Computacional, juntamente com Alan Edelman, David Sanders, James Schloss e Benoit Forget.  O curso usa a linguagem de programação Julia e as animações de Grant Sanderson para explicar vários tópicos: convoluções, processamento de imagens, visualização de dados da COVID-19, modelagem de epidemias, traçado de raios, introdução à modelagem climática, modelagem oceânica e os algoritmos que estão por trás desses tópicos. 

## Origem
3Blue1Brown começou como um projeto de programação pessoal no início de 2015. Em um episódio do podcast Showmakers, Sanderson explicou que queria praticar suas habilidades de codificação e decidiu fazer uma biblioteca gráfica em Python, que eventualmente se tornou o projeto de código aberto Manim (Mathematical Animation Engine).  Para ter um objetivo para o projeto, ele decidiu criar um vídeo com a biblioteca e publicá-lo no YouTube. Em 4 de março de 2015, ele postou seu primeiro vídeo. Ele começou a publicar mais vídeos e a melhorar a ferramenta gráfica. 

## Vídeos, podcasts e outras mídias
Os vídeos do 3Blue1Brown têm como tema a visualização da matemática, incluindo matemática pura, como teoria dos números e topologia, bem como tópicos mais aplicados em ciência da computação e física. Os visuais são gerados predominantemente pelo Manim, uma biblioteca de animação Python escrita por Sanderson, embora ocasionalmente os visuais sejam extraídos de outros softwares, como o aplicativo Grapher do macOS. 
Os vídeos do canal foram apresentados na Popular Mechanics,    ABC News,  e Quanta Magazine.  Sanderson apareceu em vários podcasts notáveis, incluindo Numberphile,  Lex Fridman, The Art of Problem Solving,  Siraj Raval,  e Showmakers.  

## Manim
Manim é um mecanismo de animação multiplataforma, gratuito e de código aberto lançado sob a licença MIT. Foi desenvolvido inicialmente por Grant Sanderson no início de 2015.